# Yongding He
Yongding He (永定河; Yongdingfloden, på engelsk ofte kaldt: Yong-ting River) er den største flod i Beijing og den største biflod til Hai He i Kina. Den er i alt 650 km lang. Den har sine kilder i bjerget Guancen Shan 管涔山 i amtet Ningwu 宁武县 i den nordlige del af provinsen Shanxi, løber gennem det Indre Mongoliet, Hebei og byprovinserne Beijing og Tianjin. 
De største bifloder er Sanggan He桑干河, Yang He 洋河, Qingshui He 清水河 (Zhangjiakou) og Shuiding Xinhe 永定新河.

## Refererencer
1. ↑  永定河_百度百科

40°14′05″N 115°36′39″Ø / 40.234631°N 115.610819°Ø